# 見えない影
『見えない影』（みえないかげ）は、1979年9月10日から11月12日までテレビ朝日系列の「月曜劇場」枠で放送されたテレビドラマ。全9回（1979年10月8日は休止）。

## 概要・あらすじ
脚本家・田向正健の原案によるオリジナル作品。ヒロインの織原有子は、優しさと恐ろしさを兼ね備えた女性とキャラクター付けられている。プロデューサーの杉崎充男は「その二面性の持つコントラストの妙といったものがドラマの一つの魅力」とした、一種の心理劇であると話している。有子を中心に、愛と憎しみ、横領、絶望、崩壊などのロマンとサスペンスが交錯、平凡な一家の家庭が裕福な破滅へと続くその過程を描いた。
本作には「愛のバイオレンス・シリーズ」という副題が付いている。なお、月曜劇場における次々作『砂の影』にも本作と同じこの副題が付き、本作は『砂の影』に続く「恐怖シリーズ」の第一弾とされている。

## キャスト
（より。）
- 織原 有子〈39〉：浅丘ルリ子
平均的な家庭の主婦。夫、子供、姑と一緒の生活に満足していたが、夫の交通事故死の時から人生観を変え、陽一郎行き付けのクラブ『輝』に勤めながら加害者への復讐を思い続ける。しかしそんな彼女は誰からも理解してもらえず、理解してくれるのは義弟の検事だけだった。
- 橋本 陽一郎〈42〉：緒形拳
やり手で冷徹な不動産会社常務。信一を轢いた車に同乗していたが「被害者が自分の車に飛び込んで来た」と信一の自殺を主張、信一の葬儀にも参列しなかった。やがて、有子に好意を寄せ始める。
- 織原 健児〈27〉：清水健太郎
信一の弟。劇団の研究生をしているが、俳優として将来を有望視されていない。甘えん坊な次男坊タイプ。信一の死後、有子を理解して相談相手になるが、次第に有子の魅力に取りつかれていく。
- 織原 信一〈41〉：長谷川哲夫
有子の夫。東京・池袋の商事会社に勤務、経理係に所属。おとなしく親孝行な性格。しかし会社の金200万円を使い込んだことが発覚して退職し、有子にはそれも内緒で次の就職先を探していた。しかし、第1話で激しい雨の日に上総の運転する車に轢かれ死亡する。
- 織原 守家〈61〉：木暮実千代
信一の母。亡き夫に裏切られた過去があったことから、信一を溺愛していた。信一亡き後、有子の稼ぎで生活させてもらっていることから有子には感謝しているが、一方で何か割り切れないようなものを感じ、また健児が有子に傾いて行く様子にも気を揉んでいる。
- 橋本 妙子〈39〉：三ツ矢歌子
陽一郎の妻。裕福な家庭で気ままに暮らしてきたが、夫が乗った車が信一を死なせる事故を起こしたことで人生設計が狂い、裏で人を陥れる計画を立てようとする。やがて夫と離婚する方向へ・・・。
- 上総 洋平〈53〉：古今亭圓菊
陽一郎の運転手で、信一を轢いた時、その車を運転していた。加害者として取り調べられ、その責任を会社からも問われて駐車場の管理に左遷させられる。根は小心者で善人だが、事故のこととその顛末を根に持っていくようになる。
- 織原 葉子〈5〉：七田麻由子（子役） 
有子の娘。
- 橋本 陽介〈17〉：長谷川諭
陽一郎の息子。
- 橋本 美子〈14〉：富樫久恵
陽一郎の娘。
- クラブ『輝』のママ：柳川慶子
- 三木 淳一〈39〉：勝部演之
信一の友人。
- 佐久間：河原崎建三
陽一郎の部下。
- 高井京子〈14〉：井上雅美
健児の恋人。
- 九鬼弁護士〈50〉：渥美国泰
- 片山〈47〉：左右田一平
- 水川相談員：堀勝之祐

## スタッフ
- 原案・脚本：田向正健
- プロデューサー：杉崎充男
- 音楽：間宮芳生
- 演出：大村哲夫